# Carles Bona García
Carles Bona García (1955, Barcelona) és un físic teòric català.
Bona es llicencià a la Universitat Autònoma de Barcelona (UAB) el 1977 i s'hi doctorà el 1980 amb la tesi Quantificació relativista de sistemes de partícules sota la direcció de Xavier Fustero. Amplià estudis entre 1980 i 1982 al College de France i després fou professor de la UAB el curs 1982-83. Des del 1983 és professor de física teòrica de la Universitat de les Illes Balears i el 1998 aconsegueix la càtedra de Física Teòrica. Ha publicat més de 60 articles en revistes especialitzades de nivell internacional.